# Monsieur Destinée
Pour plus de détails, voir Fiche technique et Distribution.
Monsieur Destinée, ou Monsieur Destin au Québec (Mr. Destiny) est un film américain réalisé par James Orr (en) en 1990.

## Synopsis
Le jour de ses 35 ans, Larry Joseph Burrows, un homme dont la vie est terne et sans goût, décide d'aller boire un verre et de raconter ses déboires au barman en attendant l'arrivée d'une dépanneuse. Il aurait pu devenir un grand champion de baseball s'il n'avait pas cligné des yeux au moment de recevoir la balle vingt ans plus tôt. Cet incident lui a permis toutefois de rencontrer Ellen Jane, venue le réconforter et qui va devenir son épouse. Larry raconte aussi qu'il a passé une très mauvaise journée parce qu'il n'a pas eu son petit déjeuner préféré, son café, son cadeau d'anniversaire, sa promotion.  Pour cause, il s'est fait renvoyer par son chef de service Niles Pender, après avoir découvert ses intentions malhonnêtes et son entrepreneur qui a réussi à lui soutirer de l'argent pour lui cimenter son allée. Le barman, compatissant, lui sert un cocktail magique qui permet à Larry de voyager dans le temps et de, cette fois-ci, réussir son match de baseball.
Larry croit d'abord à une plaisanterie jusqu'à ce que le propriétaire de sa maison le jette dehors. Il découvre alors qu'il est président de sa société, propriétaire d'une demeure de luxe et marié à Cindy Jo avec laquelle il a deux enfants.
Après un anniversaire de rêve où tous les membres de la haute société sont présents, Larry s'aperçoit que sa nouvelle vie ne comporte pas que des avantages. Il découvre que Clip, son meilleur ami est un homme suicidaire, qu'Ellen Jane, déléguée syndicale, lui voue une haine féroce, qu'il a une maîtresse, Jewel, et que son père, Harry, fréquente des femmes bien plus jeunes que lui. Se rendant compte que sa nouvelle vie est une catastrophe, Larry est soupçonné du meurtre de Léo Hansen, ancien propriétaire de son entreprise alors que le véritable meurtrier est Niles. Devant également échapper à Jewel, Larry prend la fuite après avoir presque réussi à convaincre Ellen Jane qu'elle a été sa femme dans une autre vie. 
Il retrouve finalement son ancienne vie, réussit à faire renvoyer Niles et apprend, lors de sa soirée d'anniversaire surprise, qu'il va devenir vice-président. 
Le film se finit avec le barman sur les gradins du stade de baseball disant au jeune Larry que les choses vont changer plus tard et qu'il ne doit plus s'inquiéter.

## Fiche technique
- Titre : Monsieur Destinée
- Titre québécois : Monsieur Destin
- Titre original : Mr. Destiny
- Réalisation : James Orr
- Scénario : James Orr et Jim Cruickshank
- Musique : David Newman
- Photographie : Alex Thomson
- Montage : Michael R. Miller
- Production : Jim Cruickshank et James Orr
- Société de production : Laurence Mark Productions, Silver Screen Partners et Touchstone Pictures
- Société de distribution : Buena Vista Pictures (États-Unis)
- Pays :  États-Unis
- Genre : Comédie romantique et fantastique
- Durée : 110 minutes
- Dates de sortie : 
  - États-Unis : 12 octobre 1990

## Distribution
Légende : VF = Version française[réf. nécessaire] et VQ = Version québécoise
- James Belushi (VF : Jacques Frantz et VQ : Jean-Luc Montminy) : Larry Joseph Burrows
- Linda Hamilton (VF : Anne Jolivet et VQ : Johanne Léveillé) : Ellen Jane Burrows / Robertson
- Michael Caine (VF : Gabriel Cattand et VQ : Gérard Poirier) : Mike le barman / Monsieur Destinée
- Jon Lovitz (VQ : Jacques Lavallée) : Clip Metzler, le meilleur ami de Larry
- Hart Bochner (VQ : Pierre Auger) : Niles Pender, le chef de service de Larry
- Bill McCutcheon (en) (VQ : Jean-Paul Dugas) : Leo Hansen, le vieux propriétaire de la société
- Rene Russo (VF : Martine Meirhaeghe et VQ : Claudine Chatel) : Cindy Jo Bumpers / Burrows
- Jay O. Sanders (VQ : Dominique Briand) : Jackie Earle Bumpers alias « Tête de ciment », le président de la société et mari de Cindy Jo
- Maury Chaykin (VQ : Jean-Marie Moncelet) : Guzelman, l'entrepreneur responsable de la maison de Larry
- Pat Corley (VQ : Gérard Delmas) : Harry Burrows, le père de Larry
- Douglas Seale (VQ : Luc Durand) : Boswell, le domestique de Larry
- Courteney Cox (VQ : Claudie Verdant) : Jewel Jagger, une manutentionnaire / la maîtresse de Larry
- Doug Barron : Lewis Flick, l'associé de Niles Pender
- Jeff Weiss (en) : Ludwig, le chauffeur de Larry
- Jeffrey Pillard : Duncan, le dépanneur

## Autour du film
Plusieurs scènes du film furent tournées à Winston-Salem (Caroline du Nord) avec la contribution de l'équipe locale de baseball de l'école Richard J. Reynolds.
Le bâtiment de la société est l'ancien siège de la RJ Reynolds Tobacco Company.
Le nom de jeune fille du personnage interprété par Linda Hamilton est Ellen Ripley. C'est également le nom du personnage interprété par Sigourney Weaver dans Alien (1979) et Aliens, le retour (1986), un film dont le réalisateur James Cameron avait déjà dirigé Linda Hamilton dans Terminator (1984) et deviendra quelques années plus tard son époux.
Lorsqu'ils dînent à la pizzeria, Larry (James Belushi) demande à Ellen de lui poser des questions afin de lui prouver qu'ils étaient bien mariés dans son autre vie. Restant néanmoins dubitative, Larry lui demande de lui poser une vraie colle. Ellen lui demande alors quelle chanson passait à la radio lorsqu'elle avait été arrêtée pour excès de vitesse. Larry répond en programmant la chanson sur le juke-box de la pizzeria. Il s'agit de « Gimme Some Lovin’ » interprétée par The Spencer Davis Group. John Belushi, le frère de l'acteur, interprète lui-même cette chanson dans The Blues Brothers (1980).
James Belushi est le seul acteur avec lequel Michael Caine parle dans le film (sauf la scène avec le policier qui vit dans l'ancienne demeure de Larry et celle où le dépanneur intervient, mais les deux personnages cités n'échangent aucun mot avec Mike).
La date de naissance de Larry est le 14 juin 1955, sachant qu'il fête ses 35 ans en 1990. Celle  de James Belushi est le 15 juin 1954.
Jackie, le président et mari de Cindy-Jo dans la vraie vie, est complètement absent de la vie alternative de Larry. On peut supposer qu'il a préféré continuer sa carrière  dans le football, puisqu'il exerçait un métier sportif avant de rencontrer Cindy-Jo.
C'est le second film dans lequel Jacques Frantz assure la VF de James Belushi après Filofax, et avant Traces de sang et Super papa.
Les deux principaux acteurs du film se retrouvent dans Présumée Coupable puis dans un épisode de la série According to Jim. Là encore, ils interprètent deux personnages en couple.
Le script original du film comporte de nombreuses différences :
- La partie dans laquelle Larry a son accident de voiture au début n'est pas incluse.
- Le coach de Larry et Larry lui-même délivrent quelques lignes de dialogues supplémentaires.
- La narration est entrecoupée par un court passage de Larry travaillant dans son garage. Nous faisons aussi la connaissance de son chien, Sammy.
- Le père d'Ellen présente sa fille à Larry.
- Lorsque nous voyons Ellen et Larry parler en tant qu'adultes, de la narration a été rajoutée ainsi qu'un speech de Larry à propos de James Dean.
- Larry rencontre Monsieur Destinée à deux occasions avant son entrée dans le bar. Dans la première, il est représenté sous la forme d'un policier. Dans la seconde, sous celle d'un agent de sécurité.